# Ted Wilde
Ted Wilde (Nova Iorque, 16 de dezembro de 1889 — Hollywood, 17 de dezembro de 1929) foi um roteirista norte-americano e diretor durante a era do cinema mudo. Sua carreira inicial era como membro da equipe de roteiros de Harold Lloyd. Seu último filme como diretor foi Clancy in Wall Street.
Ted sofreu um AVC e morreu em 17 de dezembro de 1929, 1 dia após completar 40 anos.

## Filmografia selecionada
- Clancy in Wall Street (1930)
- Loose Ankles (1930)
- Speedy (1928)
- Babe Comes Home (1927)
- The Kid Brother (1927)
- The Haunted Honeymoon (1925)
- A Sailor Papa (1925)
- The Goofy Age (1924)
- Battling Orioles (1924)